# Wapienica (Iłownica)

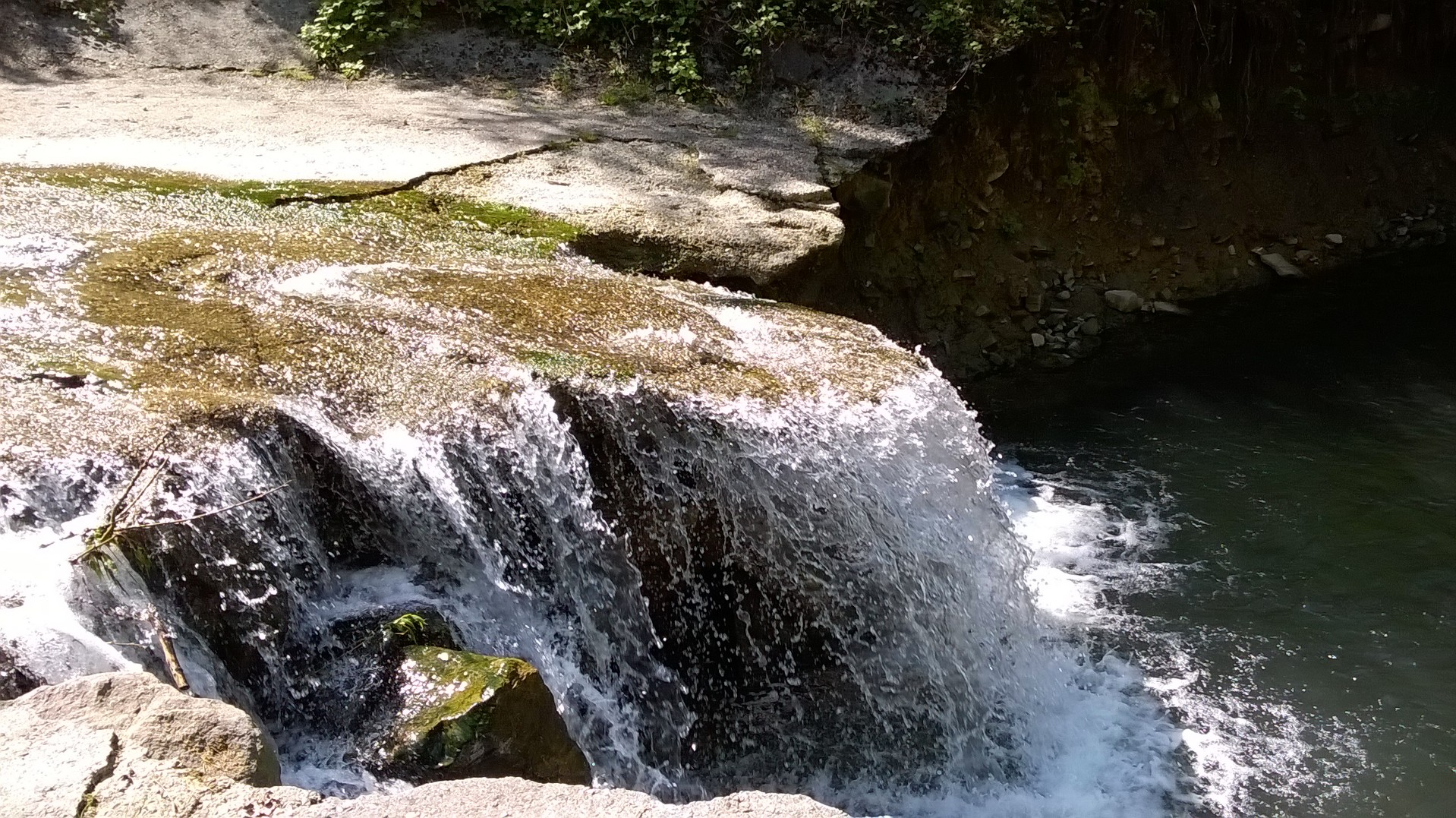
Wasserfall

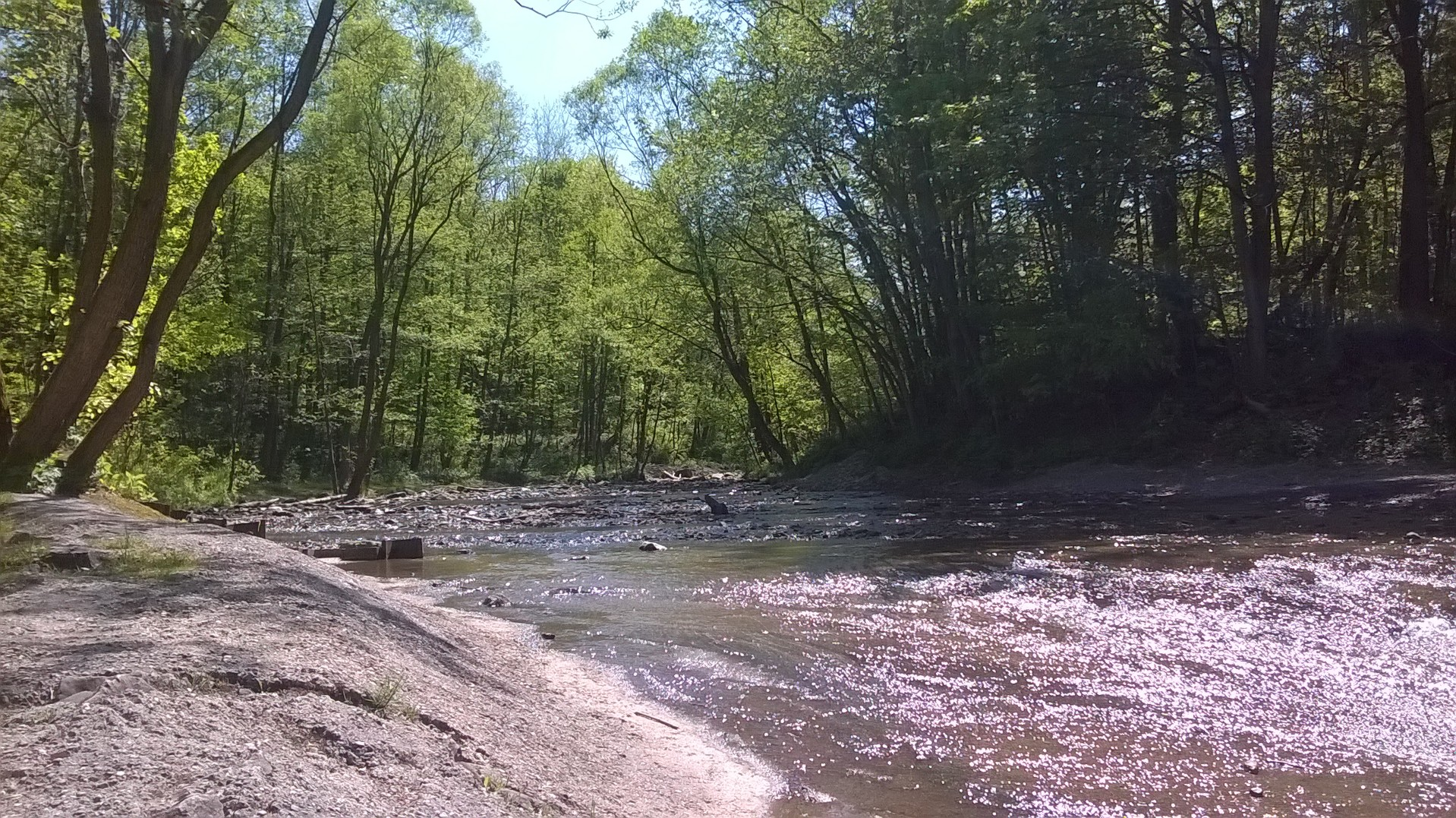
Oberlauf

Die Wapienica ist ein linker Zufluss der Iłownica, eines Nebenflusses der Weichsel von 21 Kilometern Länge. Der Fluss entspringt an den Hängen des Błatnia in den Schlesischen Beskiden in Bielsko-Biała und mündet in Czechowice-Dziedzice in die Iłownica. Im Oberlauf hat er den Charakter eines Gebirgsflusses und wird zum Stausee Jezioro Wielka Łąka gestaut. Neben den Schlesischen Beskiden durchfließt er das Schlesische Vorgebirge und das Auschwitzer Becken. Sein größter Zufluss ist der Żydowski Potok.

## Tourismus
Der Fluss ist bei Angelsportlern beliebt. Forellen und Groppen treten häufig auf. Im Oberlauf hat sein Wasser die Erste Güteklasse. 